# Malaysia i olympiska sommarspelen 1976
Malaysia deltog i de olympiska sommarspelen 1976 med en trupp bestående av 23 deltagare. Ingen av landets deltagare erövrade någon medalj.

## Cykling
| Cyklist     | Gren                | Tid | Placering |
| ----------- | ------------------- | --- | --------- |
| Yahya Ahmad | Herrarnas linjelopp | DNF | DNF       |

## Friidrott
Herrar
| Ramli Ahmad     | Herrarnas 100 meter         | 10,98 | 6    | Gick inte vidare | Gick inte vidare | Gick inte vidare | Gick inte vidare | Gick inte vidare | Gick inte vidare |                  |                  |
| Ramli Ahmad     | Herrarnas 200 meter         | 21,92 | 5    | Gick inte vidare | Gick inte vidare | Gick inte vidare | Gick inte vidare | Gick inte vidare | Gick inte vidare |                  |                  |
| Ishtiaq Mubarak | Herrarnas 100 meter häck    | 14,27 | 5 Q  | i.u.             | i.u.             | 14,21            | 8                | Gick inte vidare | Gick inte vidare | Gick inte vidare | Gick inte vidare |
| Khoo Chong Beng | Herrarnas 20 kilometer gång | i.u.  | i.u. | i.u.             | i.u.             | i.u.             | i.u.             | 1:40:16,8        | 32               |                  |                  |

## Landhockey
Gruppspel
| Placering | Lag           | Poäng | P | W | D | L | GF | GA |
| --------- | ------------- | ----- | - | - | - | - | -- | -- |
| 1         | Nederländerna | 10    | 5 | 5 | 0 | 0 | 11 | 3  |
| 2         | Australien    | 6     | 5 | 3 | 0 | 2 | 14 | 6  |
| 3         | Indien        | 6     | 5 | 3 | 0 | 2 | 12 | 9  |
| 4         | Malaysia      | 4     | 5 | 2 | 0 | 3 | 3  | 7  |
| 5         | Kanada        | 2     | 5 | 1 | 0 | 4 | 4  | 11 |
| 6         | Argentina     | 2     | 5 | 1 | 0 | 4 | 4  | 12 |